# Land of the Dead
Land of the Dead is een Amerikaans-Canadese thriller/horrorfilm uit 2005, geregisseerd en geschreven door George A. Romero en geproduceerd door Mark Canton, Bernie Goldmann en Peter Grunwald. De hoofdrollen worden vertolkt door Simon Baker, John Leguizamo en Dennis Hopper. De film is het vervolg op Day of the Dead en de voorloper van Diary of the Dead.

## Verhaal
De levende doden hebben de Aarde overspoeld en de laatste overlevende mensen hebben zich in een versterkte stad teruggetrokken. Hun enige verweer tegen de ondoden is een enorme tank, de Dead Reckoning, die in het bezit is van de steenrijke Kaufman (Dennis Hopper). De rest van de bevolking heeft het helaas wat minder goed en moet dagelijks keihard vechten om de ondoden buiten de stadsmuren te houden.

## Rolbezetting
| Acteur               | Personage          |
| -------------------- | ------------------ |
| Simon Baker          | Riley Denbo        |
| John Leguizamo       | Cholo DeMora       |
| Dennis Hopper        | Paul Kaufman       |
| Asia Argento         | Slack              |
| Robert Joy           | Charlie Houk       |
| Eugene Clark         | Big Daddy          |
| Joanne Boland        | Pretty Boy         |
| Tony Nappo           | Foxy               |
| Jennifer Baxter      | Nummer 9           |
| Boyd Banks           | De slager          |
| Jasmin Geljo         | Tamboerijn man     |
| Maxwell McCabe-Lokos | Mouse              |
| Tony Munch           | Anchor             |
| Shawn Roberts        | Mike               |
| Pedro Miguel Arce    | Pillsbury          |
| Sasha Roiz           | Manolete           |
| Krista Bridges       | Motown             |
| Alan van Sprang      | Brubaker           |
| Phil Fondacaro       | Chihuahua          |
| Bruce McFee          | Mulligan           |
| Earl Pastko          | Roach              |
| Peter Outerbridge    | Styles             |
| Gene Mack            | Knipp              |
| Simon Pegg           | Foto zombie        |
| Edgar Wright         | Foto zombie        |
| Tom Savini           | Kapmes zombie      |
| Gregory Nicotero     | Brugwachter zombie |